# 李正中 (1908年)
李正中（1908年12月3日—2015年6月24日），河南信陽人，生於河南罗山，中华民国学者。

## 生平
早年毕业于淮陽師範學校（今河南省周口幼兒師範學校）。曾任上海民生中學國文教師，中國抗日戰爭時曾在東北軍53軍116師政治部政工隊從事抗日宣傳工作。抗戰勝利後任中華民國山東省滋陽縣縣長，1948年任南京市秘書長，在台灣曾任三軍大學教授，並曾任動員戡亂時期國家安全會議戰地政務委員會研究室主任。現任蔣緯國創辦的中華戰略學會常務副理事長
。現居美國加州洛杉磯市。2015年6月24日凌晨逝世。

## 家庭
兒子之一李濤为台灣前TVBS總經理和《2100全民開講》主持人，兒媳李艷秋为《新聞夜總會》主持人。